# 王子神
王子神（おうじがみ）乃日本民間信仰的神祇，也就是將御子神予以神格化，此種信仰稱為王子信仰。

## 概要
自古以來，日本一般以「本宮」稱呼原主祭神之神社，從中分靈出來的則稱為「若宮」、御子神（みこがみ）。後來佛教與神道相互習合，這一類的子神以「童子」之姿表現，遂習稱之為王子。最顯著的例子莫過於熊野權現信仰，自平安時代末期起將熊野十二所權現裡的五位神明稱為「五所王子」。在五所王子裡排行首位的若一王子神像，便是以少男或少女外貌表現，而全國分靈出去的熊野權現神社裡大多供奉此神祇。
此外，同時期祇園神社的牛頭天王、日吉大社的山王權現的眷屬神，也就是素戔嗚尊八位御子神的八王子權現，因為治疾去病的靈威顯著，獲得廣大信徒的信仰。

### 地名
因王子信仰香火鼎盛之故，以「王子」作為地名的城鎮增多，乃至於擴大到全日本。比如東京都北區的王子町，因當地的王子神社威名遠播，遂以王子當作地名。同樣地，東京都八王子市亦是八王子城裡的八王子神社祭祀八王子權現的緣故。
不過，也有人認為「王子」這個地名音同「（或者寫成，比如島根縣的邑智郡）」、「（也寫成、凹地）」，具有「塌陷的土地、窪地」之意。之所以稱為「窪地」，乃因地勢從較高的山坡急降到較低的平地。像前述的王子町，坐落在面向石神井川的丘陵上，而南邊面向瀧野川的地區則是急降的陡坡。